# Каталог-резоне

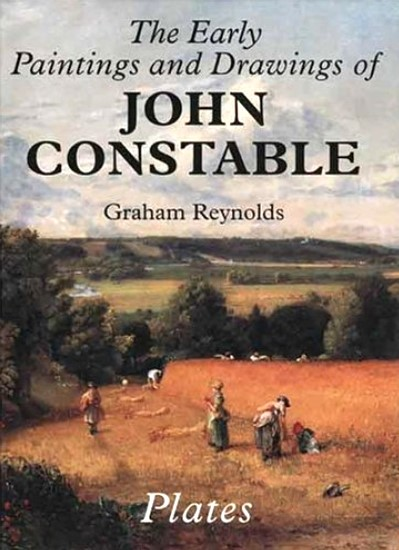
Том із каталогу-резоне Джона Констебля у Грема Рейнольдса

Каталог резоне, каталог raisonné (обґрунтований каталог або критичний каталог) — це вичерпний, анотований перелік усіх відомих творів художника, виконаних у певній техніці або в усіх техніках. Роботи описані таким чином, щоб треті сторони могли їх надійно ідентифікувати, і такі переліки відіграють важливу роль в автентифікації.

## Етимологія
Термін catalogue raisonné є французьким і означає «розумний/аргументований каталог» (тобто такий, що містить аргументи щодо поданої інформації, наприклад, атрибуції), але є частиною технічної термінології англомовного світу мистецтва. Написання слова ніколи не американізується до "catalog", навіть у Сполучених Штатах. Використовується французька множина catalogues raisonnés.

## Опис
Існує багато варіацій, як ширших, так і вужчих, ніж «усі роботи» або «одного художника». Параметри можуть бути обмежені одним типом робіт одного художника або розширені до всіх робіт групи художників.
На укладання каталогу-резоне може піти багато років, і для цього іноді залучають великі групи дослідників. Наприклад, близько 25 осіб протягом 11 років працювали над тритомним каталогом художника-абстракціоніста Роберта Матервелла, організованим Фондом Дедалуса і опублікованим видавництвом Єльського університету у 2012 році.
Ранні приклади складалися з двох окремих частин: біографії та власне каталогу. Їхнім сучасним аналогом є критичний каталог, який може містити особисті погляди автора.

## Роль в автентифікації
Газета The New York Times описує каталоги-резоне як остаточні наукові збірники робіт художника, «верховний арбітр, який розрізняє справжнє і підроблене». У випадку померлих художників виробник каталогу-резоне, який вважається стандартним текстом, може мати значні повноваження визначати, чи вважається певний твір автентичним, чи ні. У цьому контексті «виробники» можуть включати авторів, редакторів, комітети або видавництва.
Включення або виключення з поважного каталогу-резоне може мати значний вплив на ринкову ціну твору, яка в деяких випадках може сягати великих сум грошей. Включення називають різницею між «великим багатством і канавою», а аукціонні доми іноді відмовляються продавати роботи, не включені до каталогу. Як наслідок, автори каталогів-резоне стали об'єктами судових позовів, а також, як стверджується, хабарів і навіть погроз вбивством, хоча жодних доказів останнього до суду не дійшло.
Труднощі можуть виникнути, коли для одного і того ж твору публікується більше одного каталогу-резоне. Роботи художника Амедео Модільяні є предметом щонайменше п'яти каталогів-резоне.
У 2012 році газета New York Times повідомила, що деякі науковці та мистецькі фонди вирішили не публікувати майбутні каталоги, оскільки побоюються судових позовів з боку покупців або продавців, незадоволених їхніми висновками. Питання про те, чи повинні виробники каталогів-резоне брати на себе відповідальність за визначення автентичності творів мистецтва, обговорювалося на семінарі 29 березня 2012 року, який відбувся в нью-йоркському аукціонному домі Christie's під егідою Асоціації дослідників каталогів-резоне (Catalogue Raisonné Scholars Association).

### Приклад Вільденштейна
Прикладом індивідуальної політики є заявлена політика Інституту Вільденштейна щодо встановлення автентичності творів мистецтва, яка (станом на 8 лютого 2014 р.) була такою: «Експертиза проводиться у формі рекомендації щодо наміру включити або не включити досліджуємий твір; існує також третя можливість – продовжити експертизу твору. За жодних обставин рекомендація не може розглядатися як сертифікат автентичності або оцінки, і для такої рекомендації не надається жодного обґрунтування». Ця політика контрастує з текстом листа Інституту, який був зачитаний у першій серії британського телевізійного серіалу 2011 року "Підробка чи удача?" («Fake or Fortune?»):
- У першому випуску програми Fake or Fortune? , що вийшов в ефір у 2011 році, йшлося про автентичність картини Клода Моне "Береги Сени в Аржантейлі" (Bords de la Seine à Argenteuil). Картина була подана на експертизу до Інституту Вільденштейна, який є видавцем каталогів-резоне,[12] що вважаються найбільш авторитетними з питань живопису Моне. Результатом цього подання стало те, що інститут, діючи відповідно до побажань нащадка первісного автора каталогів, відмовився включати її до майбутніх видань. Таке рішення було прийнято, незважаючи на те, що Інституту були представлені вагомі докази автентичності картини.[13]
- На противагу цьому рішенню, епізод 1 серії 3 програми, що транслювалася в 2014 році, досліджував одну з групи картин, яку, як вважають, написав французький постімпресіоніст Едуард Вюйар, і з цього приводу комітет Інституту Вільденштейна вирішив, що картину слід включено до їхнього каталогу raisonné for the artist.  Торговець мистецтвом та історик Філіп Молд заявив, представляючи програму, що ця картина коштуватиме приблизно 250 000 фунтів стерлінгів, якщо її приймуть для включення до каталогу raisonné, але якщо її не приймуть, вона коштуватиме приблизно 1 500 фунтів стерлінгів як виріб. декоративно-ужиткового мистецтва» – менше 1% від повної вартості.
- На противагу цьому рішенню, в першому епізоді третьої серії програми, що вийшла в ефір у 2014 році, досліджувалася одна з групи картин французького постімпресіоніста Едуара Вюйара, і з цієї нагоди комітет Інституту Вільденштейна вирішив, що картина має бути включена до їхнього каталогу-резоне художника.[14] Під час презентації програми арт-дилер та історик Філіп Моулд заявив, що ця картина коштуватиме приблизно 250 000 фунтів стерлінгів, якщо її буде прийнято для включення до каталогу-резоне, але якщо її не буде прийнято, вона коштуватиме приблизно 1 500 фунтів стерлінгів "як твір декоративного мистецтва" – менше 1% від повної вартості картини.[15]

### Знищення фальшивих картин
Навіть якщо для художника не існує опублікованого каталогу-резоне, може існувати організація, яка публікує автентифікацію, що має такий самий ефект, як і офіційний каталог. У 3 серії 3 сезону британського телесеріалу "Підробка чи удача?" йшлося про картину з підписом «Марк Шагал». Картина була включена до довідника про художника, але не в останньому виданні цієї праці, а судово-медична експертиза показала, що вона була написана пігментами, які не були доступними в той час, коли вона нібито була виконана. Незважаючи на ці непевні докази автентичності, творці програми подали картину на розгляд групи, яка називається "Комітет Шагала", що складається з нащадків художника. Цей комітет постановив, що картина є підробкою, і домагався її знищення або за згодою власника, або, в разі відмови, за рішенням суду відповідно до французького закону про моральне право.
Мистецтвознавець доктор Бендор Гросвенор розкритикував рішення Комітету Шагала домагатися знищення картини, що суперечить політиці Інституту Вільденштейна, коли до нього надходять роботи: «Якою б не була рекомендація комітету, робота буде повернута після пред'явлення квитанції про відправлення». Ведучий і арт-дилер Філіп Моулд сказав: «Тепер я б тричі подумав, перш ніж відправити її до Парижа. Потворні дії, подібні до запропонованих Комітетом, можуть зашкодити прогресу історії мистецтва».

## Приклади
Принти Енді Воргола: каталог-резоне 1962-1987 Фрайди Фельдман, Клаудії Дефенді, Йорга Шелмана вважається найавторитетнішим списком принтів Енді Воргола.

## Пояснювальні записки
1. ↑  As seen in the CRSA homepage, catalogueraisonne.org.
2. ↑  Wildenstein Index Number

## Подальше читання
- Art Books: A Basic Bibliography of Monographs on Artists (Garland Reference Library of the Humanities) В. Фрайтага; Видавець: Routledge; Друге видання (1 квітня 1997 р.)
- Judging the Authenticity of Prints by The Masters: A Primer for Collectors, Девід Радд Сайклбек